# ایمیونکی
ایمیونکی (به لهستانی:  Imionki) یک روستا در لهستان است که در گمینا اولتسکو واقع شده‌است.